# Campeonato Europeu de Ginástica Artística de 1998 - Resultados masculinos
Os resultados masculinos do Campeonato Europeu de Ginástica Artística de 1998 contaram com todas as provas.

## Resultados

### Individual geral
Finais
| Pos.              | País         | Ginasta              | Pontos |
| ----------------- | ------------ | -------------------- | ------ |
| Medalha de ouro   | Rússia       | Alexei Bondarenko    | 56,898 |
| Medalha de prata  | França       | Dmitri Karbanenko    | 56,512 |
| Medalha de bronze | Rússia       | Alexei Nemov         | 56,473 |
| 4                 | Ucrânia      | Romam Zuzolia        | 55,224 |
| 5                 | Ucrânia      | Alexander Beresch    | 54,866 |
| 6                 | Espanha      | Jesus Carballo       | 54,586 |
| 7                 | Noruega      | Flemming Solberg     | 53,899 |
| 8                 | Roménia      | Dorin Petcu          | 53,575 |
| 9                 | Finlândia    | Jani Tanskanen       | 53,148 |
| 10                | Bulgária     | Jordan Jovtchev      | 52,961 |
| 11                | Bielorrússia | Alexander Chostak    | 52,748 |
| 12                | Bulgária     | Cristian Ivanov      | 52,623 |
| 13                | Polónia      | Leszek Blanik        | 52,573 |
| 14                | Itália       | Giovanni D'Innocenzo | 52,398 |
| 15                | Finlândia    | Jari Monkkonen       | 52,374 |
| 16                | Espanha      | Omar Cortes          | 52,349 |
| 16                | Suíça        | Dieter Rehm          | 52,349 |
| 18                | Eslovênia    | Dejan Locnikar       | 51,849 |
| 19                | Reino Unido  | Andrew Atherton      | 51,598 |
| 20                | Noruega      | Tor Einar Refsnes    | 50,112 |
| 21                | Letônia      | Evgeni Sapronenko    | 49,761 |
| 22                | Alemanha     | Sergei Kharkov       | 8,450  |
| 23                | Grécia       | Georgios Ellissiadis | 7,150  |

| Pos.              | País         | Ginasta              | Pts   |
| ----------------- | ------------ | -------------------- | ----- |
| Medalha de ouro   | Rússia       | Alexei Nemov         | 9,625 |
| Medalha de prata  | Grécia       | Ioannis Melissanidis | 9,575 |
| Medalha de bronze | Rússia       | Alexei Bondarenko    | 9,500 |
| 4                 | Bulgária     | Ivan Ivanov          | 9,462 |
| 5                 | Bulgária     | Jordan Jovtchev      | 9,450 |
| 6                 | Bielorrússia | Vitaly Rudnitski     | 9,125 |
| 7                 | França       | Thierry Aymes        | 9,025 |
| 8                 | Dinamarca    | Kasper Fardan        | 8,550 |

| Pos.              | País     | Ginasta           | Pts   |
| ----------------- | -------- | ----------------- | ----- |
| Medalha de ouro   | França   | Eric Poujade      | 9,687 |
| Medalha de prata  | Rússia   | Alexei Bondarenko | 9,650 |
| Medalha de bronze | Rússia   | Nikolay Krukov    | 9,625 |
| 4                 | França   | Eric Casimir      | 9,587 |
| 5                 | Hungria  | Zoltan Supola     | 9,550 |
| 6                 | Alemanha | Valeri Belenki    | 9,537 |
| 7                 | Roménia  | Ioan Suciu        | 9,512 |
| 8                 | Roménia  | Dorin Petcu       | 9,050 |

| Pos.              | País      | Ginasta              | Pts   |
| ----------------- | --------- | -------------------- | ----- |
| Medalha de ouro   | Hungria   | Szilveszter Csollany | 9,675 |
| Medalha de prata  | Alemanha  | Valeri Belenki       | 9,600 |
| Medalha de bronze | Grécia    | Dimosthenis Tampakos | 9,587 |
| 4                 | Rússia    | Alexei Bondarenko    | 9,525 |
| 5                 | Bulgária  | Jordan Jovtchev      | 9,487 |
| 6                 | Finlândia | Riku Koivunen        | 9,462 |
| 7                 | Alemanha  | Dmitri Nonin         | 9,100 |
| 8                 | Rússia    | Nikolay Krukov       | 8,687 |

| Pos.              | País    | Ginasta              | Pts   |
| ----------------- | ------- | -------------------- | ----- |
| Medalha de ouro   | Grécia  | Ioannis Melissanidis | 9,556 |
| Medalha de prata  | Polónia | Leszek Blanik        | 9,549 |
| Medalha de bronze | Suíça   | Dieter Rehm          | 9,475 |
| 4                 | França  | Dmitri Karbanenko    | 9,424 |
| 4                 | Roménia | Vasile Cioana        | 9,424 |
| 6                 | Rússia  | Alexei Nemov         | 9,299 |
| 7                 | Roménia | Ioan Suciu           | 9,125 |
| 8                 | Polónia | Czeslaw Slodkowski   | 8,999 |

| Pos.              | País      | Ginasta               | Pts   |
| ----------------- | --------- | --------------------- | ----- |
| Medalha de ouro   | Rússia    | Alexei Bondarenko     | 9,525 |
| Medalha de prata  | Eslovênia | Mitja Petkovsek       | 9,337 |
| Medalha de bronze | Espanha   | Andreu Vivo           | 9,300 |
| 4                 | Ucrânia   | Alexander Svetlichnyi | 9,187 |
| 5                 | França    | Dmitri Karbanenko     | 9,162 |
| 6                 | Alemanha  | Valeri Belenki        | 8,775 |
| 7                 | Roménia   | Florin Popa           | 8,662 |
| 8                 | Geórgia   | Ilia Giorgadze        | 6,500 |

| Pos.              | País      | Ginasta         | Pts   |
| ----------------- | --------- | --------------- | ----- |
| Medalha de ouro   | Espanha   | Jesus Carballo  | 9,650 |
| Medalha de prata  | Finlândia | Jari Monkkonen  | 9,537 |
| Medalha de bronze | Alemanha  | Dmitri Nonin    | 9,462 |
| 4                 | Bulgária  | Cristian Ivanov | 9,350 |
| 5                 | Hungria   | Zoltan Supola   | 9,287 |
| 6                 | Dinamarca | Kaspar Farden   | 9,025 |
| 7                 | Finlândia | Jani Tanskanen  | 8,850 |
| 8                 | Eslovênia | Aljaz Pegan     | 8,762 |

### Equipes
Finais
| Posição           | País     | Total   |
| ----------------- | -------- | ------- |
| Medalha de ouro   | França   | 164,823 |
| Medalha de prata  | Rússia   | 164,809 |
| Medalha de bronze | Alemanha | 164,033 |
| 4                 | Bulgária | 163,160 |
| 5                 | Ucrânia  | 163,133 |
| 6                 | Espanha  | 162,659 |
| 7                 | Hungria  | 162,533 |
| 8                 | Roménia  | 161,747 |